# Caesalpinia calycina
Caesalpinia calycina är en ärtväxtart som beskrevs av George Bentham. Caesalpinia calycina ingår i släktet Caesalpinia och familjen ärtväxter. Inga underarter finns listade i Catalogue of Life.